# Gornji Bozinci
Gornji Bozinci är en ort i Bosnien och Hercegovina.   Den ligger i entiteten Republika Srpska, i den norra delen av landet, 120 km norr om huvudstaden Sarajevo. Gornji Bozinci ligger 257 meter över havet och antalet invånare är 166.
Terrängen runt Gornji Bozinci är huvudsakligen platt, men åt sydost är den kuperad. Gornji Bozinci ligger uppe på en höjd.Närmaste större samhälle är Derventa, 12,0 km väster om Gornji Bozinci. 
I omgivningarna runt Gornji Bozinci växer i huvudsak lövfällande lövskog. Runt Gornji Bozinci är det ganska tätbefolkat, med 67 invånare per kvadratkilometer.